# Стенмарк, Юхан
Юхан Фредрик Никлас Стенмарк (швед. Johan Fredrik Niklas Stenmark; род. 26 февраля 1999, Швеция) — шведский футболист, защитник клуба «Кальмар».

## Клубная карьера
Является воспитанником клуба «Кальмар Сёдра». В 2012 году присоединился к «Кальмару», где начал выступать за юношеские команды. В феврале 2017 года впервые попал в заявку основной команды на матч группового этапа кубка Швеции с «Треллеборгом», но на поле не вышел. 3 апреля 2018 года подписал с клубом свой первый профессиональный контракт, рассчитанный на три года. 22 августа впервые появился на поле в официальном матче, выйдя в стартовом составе на кубковый матч с «Ассириска Турабдин». Через месяц Стенмарк дебютировал в чемпионате Швеции в гостевой встрече с «Мальмё», проведя на поле весь матч и на 78-й минуте отметившись жёлтой карточкой.

## Карьера в сборной
Выступал за юношеские сборные Швеции различных возрастов. В марте 2019 года впервые был вызван в состав молодёжной сборной. Дебютировал в её составе 22 марта 2019 года в товарищеской встрече со сборной России, когда Стенмарк появился на поле в середине второго тайма вместо Феликса Беймо.

## Клубная статистика
| Выступление      | Выступление      | Выступление      | Лига | Лига | Кубки | Кубки | Конт. кубки | Конт. кубки | Другое | Другое | Итого | Итого |
| Клуб             | Лига             | Сезон            | Игры | Голы | Игры  | Голы  | Игры        | Голы        | Игры   | Голы   | Игры  | Голы  |
| ---------------- | ---------------- | ---------------- | ---- | ---- | ----- | ----- | ----------- | ----------- | ------ | ------ | ----- | ----- |
| Кальмар          | Аллсвенскан      | 2018             | 8    | 0    | 1     | 0     | 0           | 0           | 0      | 0      | 9     | 0     |
| Кальмар          | Аллсвенскан      | 2019             | 0    | 0    | 0     | 0     | 0           | 0           | 0      | 0      | 0     | 0     |
| Кальмар          | Аллсвенскан      | 2020             | 5    | 0    | 0     | 0     | 0           | 0           | 0      | 0      | 5     | 0     |
| Кальмар          | Аллсвенскан      | 2021             | 4    | 1    | 0     | 0     | 0           | 0           | 0      | 0      | 4     | 1     |
| Кальмар          | Итого            | Итого            | 17   | 1    | 1     | 0     | 0           | 0           | 0      | 0      | 18    | 1     |
| Всего за карьеру | Всего за карьеру | Всего за карьеру | 17   | 1    | 1     | 0     | 0           | 0           | 0      | 0      | 18    | 1     |